# Yoshinori Taguchi
Yoshinori Taguchi (田口 禎則 Taguchi Yoshinori?), född 14 september 1965, är en japansk tidigare fotbollsspelare.
I december 1988 blev han uttagen i japans trupp till Asiatiska mästerskapet i fotboll 1988.